# (74365) 1998 WQ28
(74365) 1998 WQ28 – planetoida z pasa głównego asteroid okrążająca Słońce w ciągu 5,51 lat w średniej odległości 3,12 j.a. Odkryta 21 listopada 1998 roku.